# Гусейн, Мехти
Мехти́ Гусе́йн (азерб. Mehdi Hüseyn, настоящее имя Мехти Али оглы Гусе́йнов, азерб. Mehdi Əli oğlu Hüseynov; 1909—1965) — азербайджанский советский писатель, критик и драматург, публицист. Народный писатель АзССР (1964). Лауреат Сталинской премии третьей степени (1950). Член ВКП(б) с 1941 года.

## Биография
Родился 4 (17) апреля 1909 года в селе Икинджи Шихлы (ныне Газахский район Азербайджана) в семье народного учителя. Здесь семи лет он пошёл в сельскую школу, где все занятия в то время велись на русском языке. В 1920 году он поступил учиться в Казахский педагогический техникум. В 1921 году вступил в комсомол. В 1930 году писатель окончил исторический факультет Азербайджанского университета, а в 1936—1938 годах учился на сценарном факультете Академии киноискусства в Москве.
В годы учёбы в техникуме, на последнем курсе Мехти Гусейн написал свой первый рассказ «Стрижка баранов»; он был напечатан в 1926 году в журнале «Шарг Кадыны» («Женщина Востока»). С этого времени и начинается творческий путь писателя. Ранние рассказы рисуют азербайджанскую деревню первых послереволюционных лет, борьбу против патриархально-феодальных отношений. Произведения, посвящённые темам гражданской войны — рассказы в сборниках «Хавер», «Вешние воды» («Бахар сулары») написаны (1926—1932), роман «Половодье» (1936). В повести «Тарлан» («Схватка») Мехти Гусейн развивает тему социалистического переустройства азербайджанского села. Автор первой азербайджанской исторической повести «Комиссар» (1942) о Мешади Азизбекове.
В годы Великой Отечественной войны написал повесть «Зов», книгу рассказов «Моя родина». Роман «Апшерон» (1947) повествует о героическом труде азербайджанских нефтяников. В его продолжении, романе «Черные скалы» (1957), значительное место уделено образу «хозяина республики» Моллаева, прототипом которого стал М. Д. А. Багиров, расстрелянный в 1956 году за нарушение норм социалистической законности. Исторический роман «Утро» (1949—1952) посвящён революционной борьбе бакинских рабочих в 1907—1908 годах. В 1966 году издан посмертно роман «Подземные воды текут в океан».
Из драматических произведений автора наиболее известны кинодрама «Поэт» (1937), пьесы «Слава» (1939) — из жизни пограничной азербайджанской деревни, «Низами» (1940), «Джаваншир» (1945), «Ожидание» (1944, совместно с И. Эфендиевым) о верности гражданскому долгу. Мехти Гусейн известен также как критик и публицист. Его перу принадлежат литературно-критические статьи по вопросам соцреализма, освоения литературного наследия прошлого, изучения классической русской литературы и произведений русских советских писателей.
Был председателем СП АзССР, секретарём СП СССР. Депутат ВС АзССР 5-го созыва и депутатом ВС СССР 6 созыва (с 1962 года).
Скончался 10 марта 1965 года. Похоронен Баку на Аллее почётного захоронения.
Именем Мехти Гусейна названа улица в Имишли.

## Литературные произведения
- «Половодье» — роман, (1933—1936);

Мемориальная доска на стене дома в Баку, в котором жил Мехти Гусейн

- «Тарлан» — повесть, (1940,в рус. пер. «Схватка», 1956);
- «Комиссар» — повесть, (1942, рус. пер. 1949);
- «Зов» — повесть, (1943);
- «Джаваншир» — историческая пьеса (1945);
- «Низами» — пьеса (1940);
- «Рассвет» — повесть (1950);
- «Апшерон» — роман, (1947, рус. пер. 1949)
- «Чёрные скалы» — роман, (1957);
- «Утро» — исторический роман, (ч. 1—2, 1950—1953, рус. пер. 1954);
- «Подземные воды текут в океан» (1966).

## Награды и премии
- народный писатель Азербайджанской ССР (1964)
- Сталинская премия третьей степени (1950) — за роман «Апшерон» (1947)
- орден Трудового Красного Знамени (10.4.1959)
- ещё один орден
- медали